# Kalevi Tuominen
Pour les articles homonymes, voir Tuominen.
Kalevi Vilho Tapio Tuominen, dit Kallu Tuominen, né le 9 août 1927 à Vesilahti en Finlande et mort le 23 janvier 2020 à Helsinki (Finlande), est un joueur et entraîneur finlandais de basket-ball. 